# Hamura
Hamura (japonsky 羽村市) je město v prefektuře Tokio v Japonsku. K roku 2018 v ní žilo přes pětapadesát tisíc obyvatel.

## Poloha a doprava
Hamura leží západně od Tokia, jižně od Óme a severně od Hačiódži. Protéká přes ni od severozápadu k jihozápadu řeka Tama, přítok Tokijského zálivu.
Přes Hamuru prochází železniční trať Tačikawa – Okutama, na které provozuje vlaky Východojaponská železniční společnost.

## Dějiny
Jako město vznikla Hamura 1. listopadu 1991.